# Хейли, Джек (баскетболист)
Джек Кевин Хейли (англ. Jack Kevin Haley; 27 января 1964 года, Лонг-Бич, штат Калифорния — 16 марта 2015 года, Лос-Аламитос, штат Калифорния) — американский профессиональный баскетболист и тренер.

## Карьера в НБА
Играл на позиции тяжёлого форварда и центрового. Учился в Колледже Голден-Уэст и Калифорнийском университете в Лос-Анджелесе, где выступал за баскетбольную команду «УКЛА Брюинз». В 1987 году был выбран на драфте НБА под 79-м номером командой «Чикаго Буллз», однако выступать за неё стал только со следующего года, а этот сезон он провёл в Испании за клуб «Эспаньол». Позже выступал за команды «Нью-Джерси Нетс», «Лос-Анджелес Лейкерс», «АЕК Афины», «Сан-Антонио Спёрс» и «Ла-Кросс Бобкэтс» (КБА). Всего в НБА провёл 9 неполных сезонов. В сезоне 1995/1996 годов Хейли стал чемпионом НБА в составе «Буллз». Всего за карьеру в НБА сыграл 341 игру, в которых набрал 1180 очков (в среднем 3,5 за игру), сделал 922 подбора, 82 передачи, 60 перехватов и 48 блок-шотов.
За свою профессиональную карьеру Хейли успел поиграть в четырёх клубах НБА, но ни в одном из них не задерживался больше чем на два года, потому что в основном выходил на площадку со скамейки запасных, однако за команду «Нью-Джерси Нетс» он отыграл четыре сезона, куда он вернулся в конце карьеры, и сыграл в итоге в её составе ровно половину от общего количества проведённых матчей в лиге. В 1995 году Хейли вернулся в «Чикаго Буллз», когда в ней блистали Майкл Джордан, Скотти Пиппен, Деннис Родман и Тони Кукоч, где, прежде всего, был известен своей дружбой с Родманом, за что его иногда называли «няней» Денниса. В следующем году «Буллз» выиграли свой четвёртый чемпионский титул (после двухлетнего перерыва) и установили рекорд по количеству выигранных матчей в регулярном чемпионате (72 победы при 10 поражениях), который держится до сих пор. Хейли же весь сезон просидел на скамейке запасных, сыграл всего в одном матче, а в плей-офф вообще не выходил на площадку, однако во время финальных игр отрастил большую щетину, дабы не сглазить победу, и считал себя полноправным членом команды, заслуженно получившим чемпионский перстень.

## Последующая деятельность
После завершения профессиональной карьеры игрока Хейли работал ассистентом главного тренера в команде «Нью-Джерси Нетс» и телевизионным комментатором, освещающим матчи с участием «Лос-Анджелес Лейкерс», выполняя роль соведущего на предматчевом шоу Билла Макдональда для спортивного канала Fox Sports Net. Впоследствии он снялся в художественных фильмах «Эдди» с Вупи Голдберг и «Подбор» с Мартином Лоуренсом, а также в музыкальном видеоклипе группы Aerosmith «Love in an Elevator».

## Семья и смерть
Джек Хейли скончался в понедельник, 16 марта 2015 года, от сердечной болезни на 52-м году жизни в медицинском центре города Лос-Аламитос (штат Калифорния). У него осталась бывшая жена Стэйси Линдхольм и двое сыновей. Его отец Джек Хейли-старший (1935—2000) и дядя Майк Хейли (?—2008) были известными сёрферами.

## Статистика

### Статистика в НБА
| Сезон                                                                                    | Команда     | Регулярный сезон | Регулярный сезон | Регулярный сезон | Регулярный сезон | Регулярный сезон | Регулярный сезон | Регулярный сезон | Регулярный сезон | Регулярный сезон | Регулярный сезон | Регулярный сезон | Серия плей-офф | Серия плей-офф | Серия плей-офф | Серия плей-офф | Серия плей-офф | Серия плей-офф | Серия плей-офф | Серия плей-офф | Серия плей-офф | Серия плей-офф | Серия плей-офф |
| Сезон                                                                                    | Команда     | GP               | GS               | MPG              | FG%              | 3P%              | FT%              | RPG              | APG              | SPG              | BPG              | PPG              | GP             | GS             | MPG            | FG%            | 3P%            | FT%            | RPG            | APG            | SPG            | BPG            | PPG            |
| ---------------------------------------------------------------------------------------- | ----------- | ---------------- | ---------------- | ---------------- | ---------------- | ---------------- | ---------------- | ---------------- | ---------------- | ---------------- | ---------------- | ---------------- | -------------- | -------------- | -------------- | -------------- | -------------- | -------------- | -------------- | -------------- | -------------- | -------------- | -------------- |
| 1988/89                                                                                  | Чикаго      | 51               | 1                | 5,7              | 47,4             | -                | 78,3             | 1,4              | 0,2              | 0,2              | 0,0              | 2,2              | 5              | 0              | 1,4            | 66,7           | -              | 50,0           | 0,2            | 0,2            | 0,0            | 0,0            | 1,0            |
| 1989/90                                                                                  | Чикаго      | 11               | 0                | 5,3              | 45,0             | -                | 100,0            | 1,6              | 0,4              | 0,0              | 0,1              | 2,3              | Не участвовал  | Не участвовал  | Не участвовал  | Не участвовал  | Не участвовал  | Не участвовал  | Не участвовал  | Не участвовал  | Не участвовал  | Не участвовал  | Не участвовал  |
| 1989/90                                                                                  | Нью-Джерси  | 56               | 26               | 18,3             | 39,4             | 0,0              | 66,1             | 5,0              | 0,4              | 0,3              | 0,2              | 6,0              | Не участвовал  | Не участвовал  | Не участвовал  | Не участвовал  | Не участвовал  | Не участвовал  | Не участвовал  | Не участвовал  | Не участвовал  | Не участвовал  | Не участвовал  |
| 1990/91                                                                                  | Нью-Джерси  | 78               | 18               | 15,1             | 46,9             | -                | 61,9             | 4,6              | 0,4              | 0,3              | 0,3              | 5,6              | Не участвовал  | Не участвовал  | Не участвовал  | Не участвовал  | Не участвовал  | Не участвовал  | Не участвовал  | Не участвовал  | Не участвовал  | Не участвовал  | Не участвовал  |
| 1991/92                                                                                  | Лейкерс     | 49               | 9                | 8,0              | 36,9             | -                | 48,3             | 1,9              | 0,1              | 0,1              | 0,2              | 1,6              | 2              | 0              | 6,0            | 25,0           | -              | -              | 0,5            | 0,5            | 0,0            | 0,0            | 1,0            |
| 1993/94                                                                                  | Сан-Антонио | 28               | 0                | 3,4              | 43,8             | -                | 81,0             | 0,9              | 0,0              | 0,0              | 0,0              | 2,1              | 3              | 0              | 3,7            | 50,0           | -              | 83,3           | 2,3            | 0,7            | 0,0            | 0,0            | 4,3            |
| 1994/95                                                                                  | Сан-Антонио | 31               | 0                | 3,8              | 42,6             | 0,0              | 65,6             | 0,9              | 0,1              | 0,1              | 0,2              | 2,4              | 4              | 0              | 3,3            | 14,3           | -              | 50,0           | 1,5            | 0,0            | 0,0            | 0,3            | 0,8            |
| 1995/96                                                                                  | Чикаго      | 1                | 0                | 7,0              | 33,3             | -                | 50,0             | 2,0              | 0,0              | 0,0              | 0,0              | 5,0              | Не участвовал  | Не участвовал  | Не участвовал  | Не участвовал  | Не участвовал  | Не участвовал  | Не участвовал  | Не участвовал  | Не участвовал  | Не участвовал  | Не участвовал  |
| 1996/97                                                                                  | Нью-Джерси  | 20               | 0                | 3,7              | 35,1             | -                | 73,7             | 1,6              | 0,3              | 0,1              | 0,1              | 2,0              | Не участвовал  | Не участвовал  | Не участвовал  | Не участвовал  | Не участвовал  | Не участвовал  | Не участвовал  | Не участвовал  | Не участвовал  | Не участвовал  | Не участвовал  |
| 1997/98                                                                                  | Нью-Джерси  | 16               | 0                | 3,2              | 27,8             | 0,0              | 57,1             | 0,9              | 0,0              | 0,0              | 0,1              | 1,4              | Не участвовал  | Не участвовал  | Не участвовал  | Не участвовал  | Не участвовал  | Не участвовал  | Не участвовал  | Не участвовал  | Не участвовал  | Не участвовал  | Не участвовал  |
|                                                                                          | Всего       | 341              | 54               | 9,6              | 42,5             | 0,0              | 65,5             | 2,7              | 0,2              | 0,2              | 0,1              | 3,5              | 14             | 0              | 3,1            | 36,4           | -              | 70,0           | 1,1            | 0,3            | 0,0            | 0,1            | 1,6            |
| Наведите курсор мыши на аббревиатуры в заголовке таблицы, чтобы прочесть их расшифровку. |             |                  |                  |                  |                  |                  |                  |                  |                  |                  |                  |                  |                |                |                |                |                |                |                |                |                |                |                |

### Статистика в NCAA
| Сезон | Команда | Conf   | Class | GP | GS | MPG  | FG%  | 3P% | FT%  | RPG | APG | SPG | BPG | PPG |
| --- | ------- | ------ | ----- | -- | -- | ---- | ---- | --- | ---- | --- | --- | --- | --- | --- |
| 1984/85 | УКЛА    | Pac-10 | SO    | 25 | 0  | 5,0  | 40,9 |     | 41,2 | 1,7 | 0,2 | 0,0 | 0,1 | 1,0 |
| 1985/86 | УКЛА    | Pac-10 | JR    | 29 | 21 | 24,4 | 38,0 |     | 72,1 | 6,3 | 0,6 | 0,2 | 0,4 | 4,3 |
| 1986/87 | УКЛА    | Pac-10 | SR    | 32 | 32 | 23,1 | 46,7 | -   | 61,9 | 4,7 | 0,9 | 0,2 | 0,5 | 5,2 |
| Всего | Всего   | Всего  | Всего | 86 | 53 | 18,3 | 42,5 | -   | 63,6 | 4,4 | 0,6 | 0,2 | 0,3 | 3,7 |
| Наведите курсор мыши на аббревиатуры в заголовке таблицы, чтобы прочесть их расшифровку Статистика приведена с сайта sports-reference.com |         |        |       |    |    |      |      |     |      |     |     |     |     |     |